# 麦哲伦海峡
麦哲伦海峡（西班牙語：Estrecho de Magallanes）是位於南美洲智利南部的一个海峡，处在南侧的火地群岛和北侧的南美洲大陆之间。麦哲伦海峡较德雷克海峡平静，被认为是太平洋与大西洋之间最重要的天然航道，但由于长期难以预测的风向和海流，加上海峡狹窄，所以船只航行仍较为困难。在1914年巴拿马运河落成之前，除了非常狭窄的比格尔海峡，麦哲伦海峡是太平洋与大西洋之间唯一的安全航行通道；
蓬塔阿雷纳斯是麥哲倫海峽西岸的主要港口城市。

## 历史

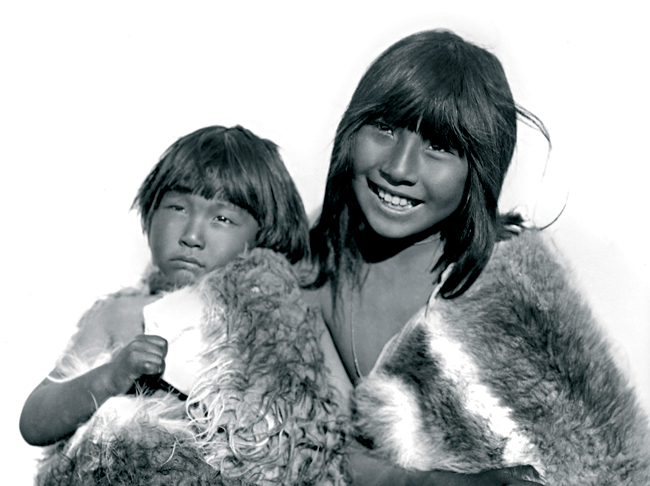
瑟爾科南人，摄于1898年

### 地理大发现以前
在欧洲人到达南美洲的数千年前，瑟爾科南人乘坐独木舟通过了麦哲伦海峡并在附近定居。他们一般穿着少量衣物，过着狩猎-采集的生活。此外，阿拉卡卢夫人也居住在附近地区。

### 欧洲人的到来

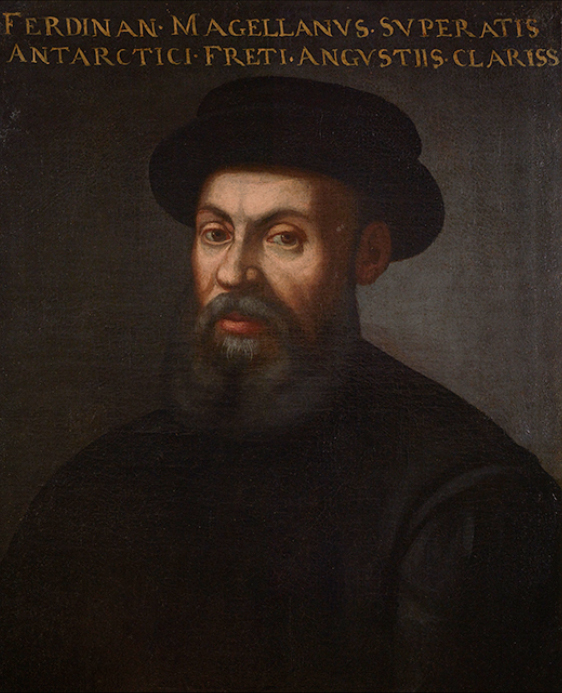
斐迪南·麥哲倫像

斐迪南·麥哲倫（葡萄牙語：Fernãode Magalhães）是一名为西班牙国王查尔斯一世服务的葡萄牙探险家，他在1520年的环球航行中首次抵达这里，為首个抵达此海峡的欧洲人。
这次远航于1518年3月22日在巴利亚多利德开始，麦哲伦被任命为航队指挥官，同时将成为他所发现的所有土地的总督，他和他的商业伙伴瑞·法雷罗还被授予相关的特权。船队被命名为为“摩鹿加群岛舰队”（Armada de las Molucas）。
1519年9月20日，由五艘船组成的远征船队从西班牙的桑卢卡尔-德巴拉梅达起航，其中包括由麦哲伦直接指挥的特立尼达号（排水量110吨，船员55人）；由胡安·卡塔赫纳指挥的圣安东尼奥号（载重120吨，船员60人）；由加斯帕德·克萨达指挥的康塞普西翁号（载重90吨，船员45人，由胡安·施巴斯坦·埃尔卡诺担任水手长）；由路易斯·德·缅多萨指挥的维多利亚号（载重85吨，船员42人）和由若奥·罗德里格斯·塞拉诺指挥的圣地亚哥号（载重75吨，船员32人）。

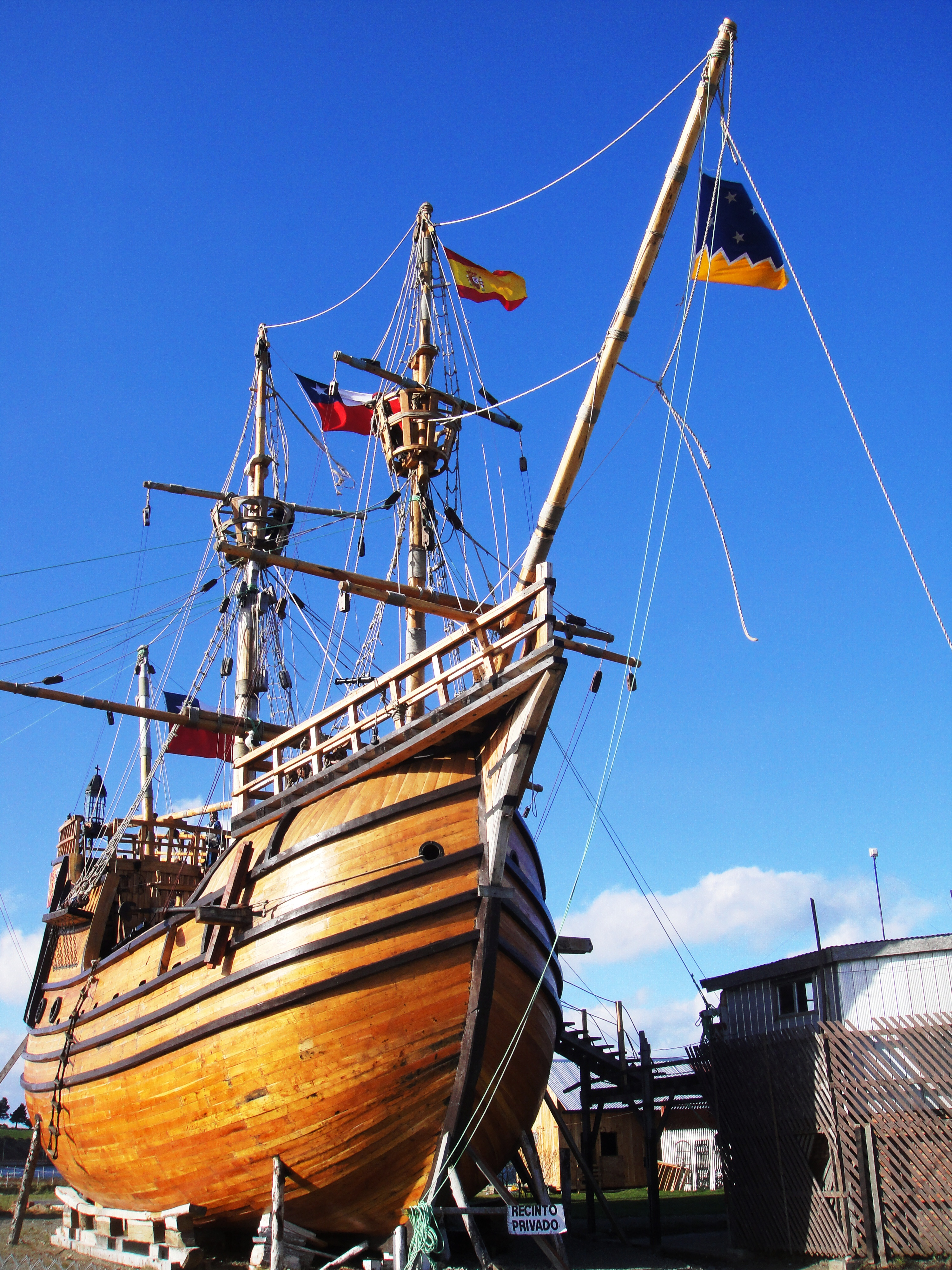
维多利亚号的复制品，藏于智利蓬塔阿雷納斯的Museo Nao Victoria

在通过麦哲伦海峡之前（和在圣朱利安港叛变事件之后），Álvarode Mesquita成为了圣安东尼奥号的队长，而杜阿尔特·巴博萨成为了维多利亚号的船长。后来，塞拉诺成为了康赛普西翁号的船长（他原本指挥的圣地亚哥号被派遣去寻找海峡，但遇到了暴风雨而失事）。负责探索Magdalen Sound的圣安东尼奥号上的埃斯皮昂·戈麦斯（Estêvão Gomes）囚禁了船长梅斯基塔，并命令船只返回西班牙。
麦哲伦的船队于1520年11月1日（諸聖節）驶入海峡，因此它最初被称为“圣徒海峡”（Estrecho de Todos los Santos）。麦哲伦的传记作者安东尼奥·皮卡菲塔（Antonio Pigafetta）称其为巴塔哥尼亚海峡，或者维多利亚海峡，以纪念第一艘进入这一海峡的船只。第一次被发现之后的七年里，它还被称为麦哲伦海峡，以纪念麦哲伦。西班牙帝国和智利都督用它作为其领土的南部边界。
明代万历年间绘制的《坤輿萬國全圖》称麦哲伦爲「墨瓦蜡泥」，并把「南亞墨利加」南端的海峡命名为「墨瓦蠟泥峡」。

## 地理特征

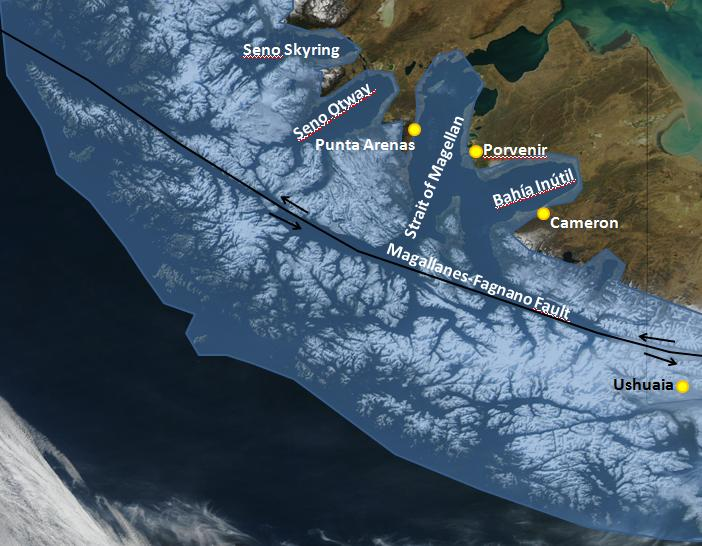
末次冰期的巴塔哥尼亚冰原覆盖着今日的麦哲伦海峡所在地

位於智利的巴塔哥尼亞高原南部，西方與北方為不倫瑞克半島，长570（310海里；350英里），最窄处宽2（1.1海里；1.2英里）（Carlos III Island）。

## 图集

麦哲伦海峡
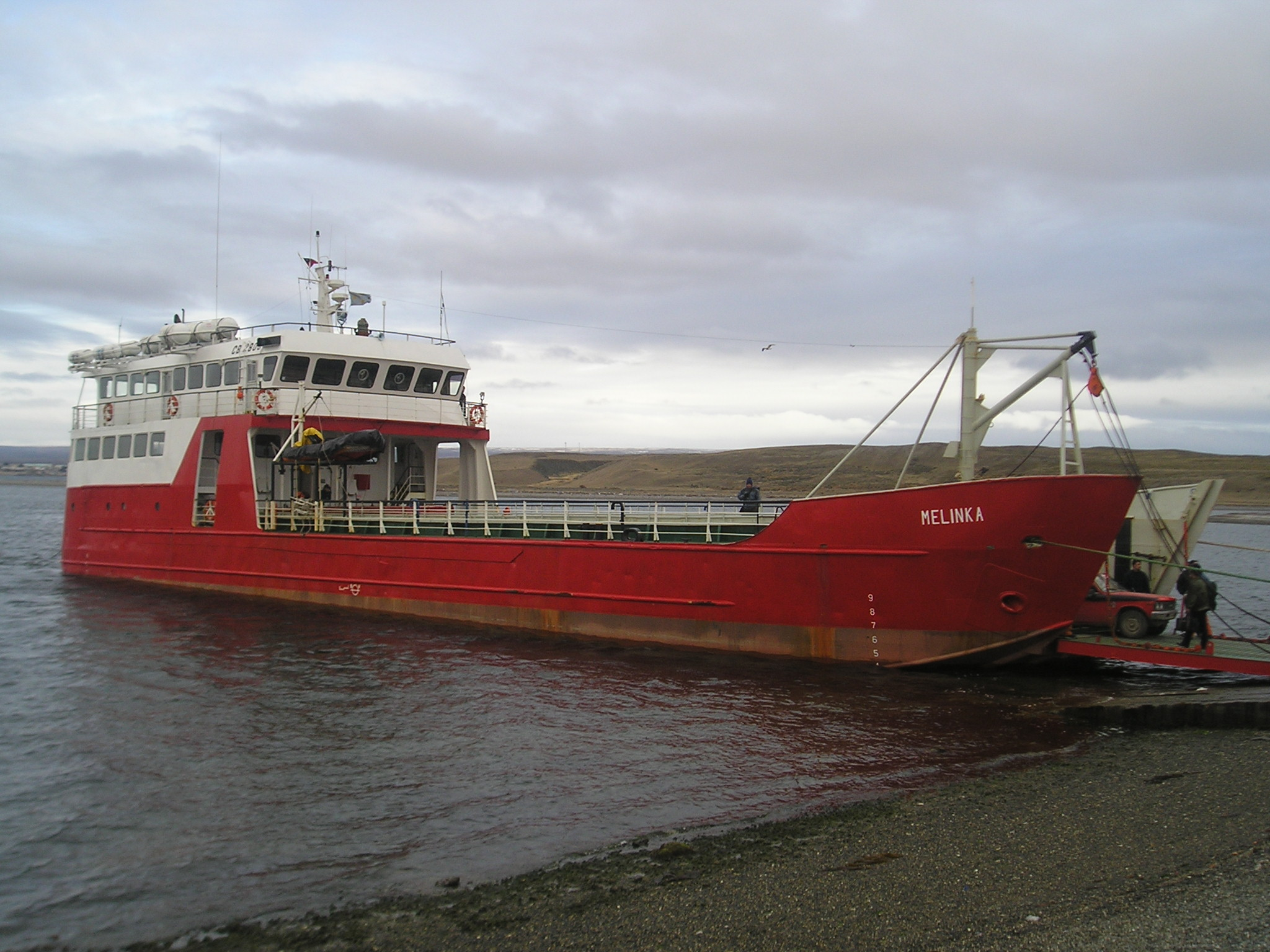
波韋尼爾港口的Barcaza Melinka，每日为海峡两岸的蓬塔阿雷纳斯和波韋尼爾提供汽车轮渡服务
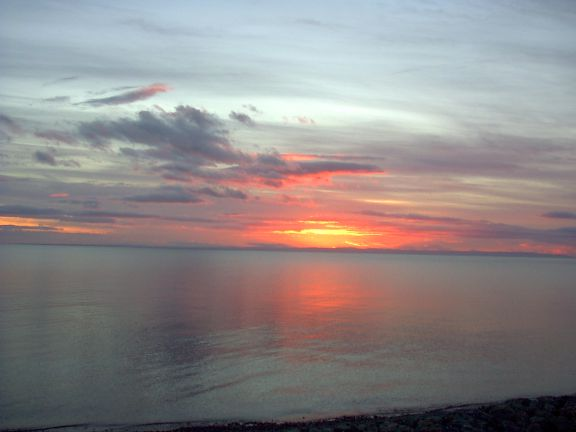
麦哲伦海峡的黎明
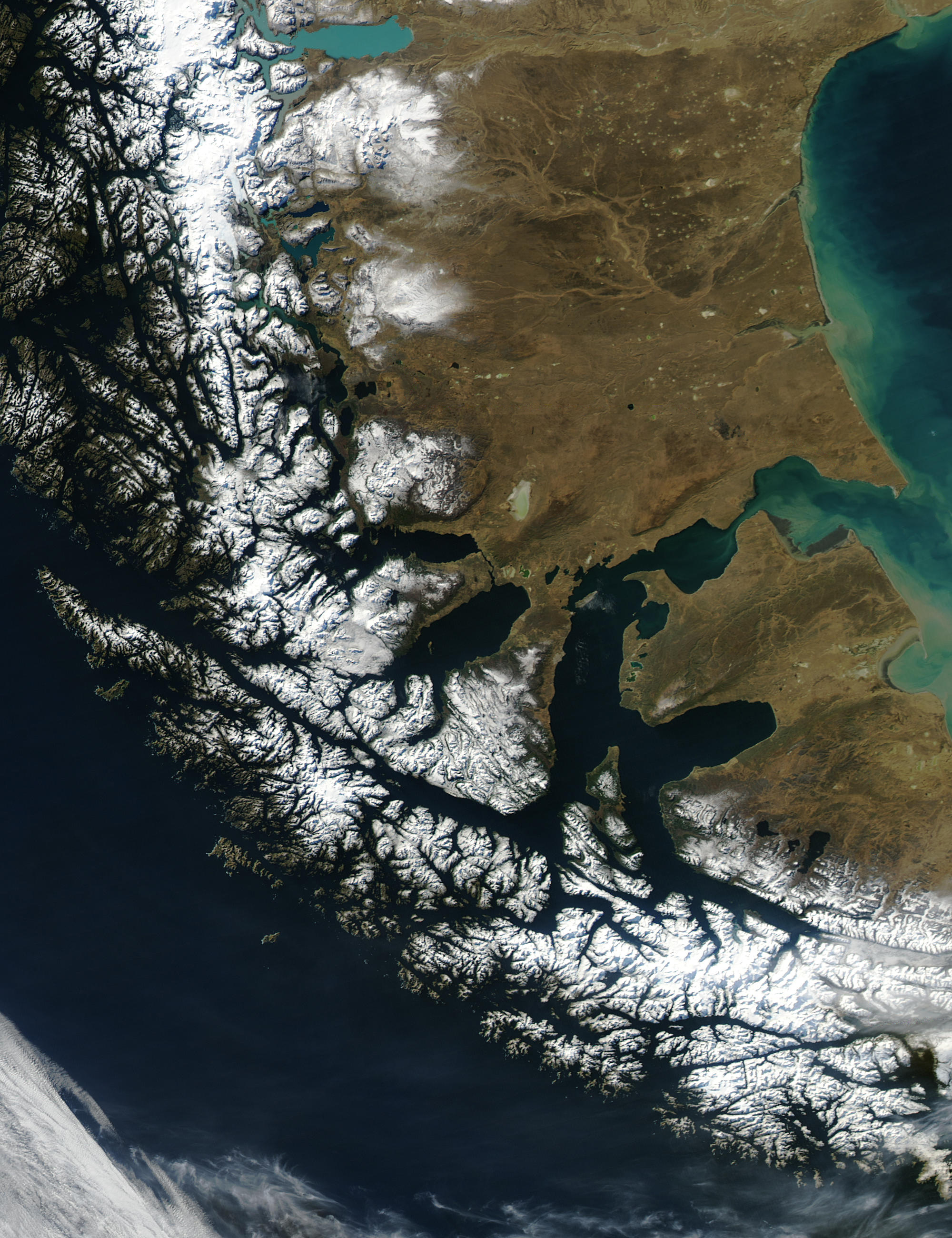
麦哲伦海峡和附近区域的真彩色卫星图
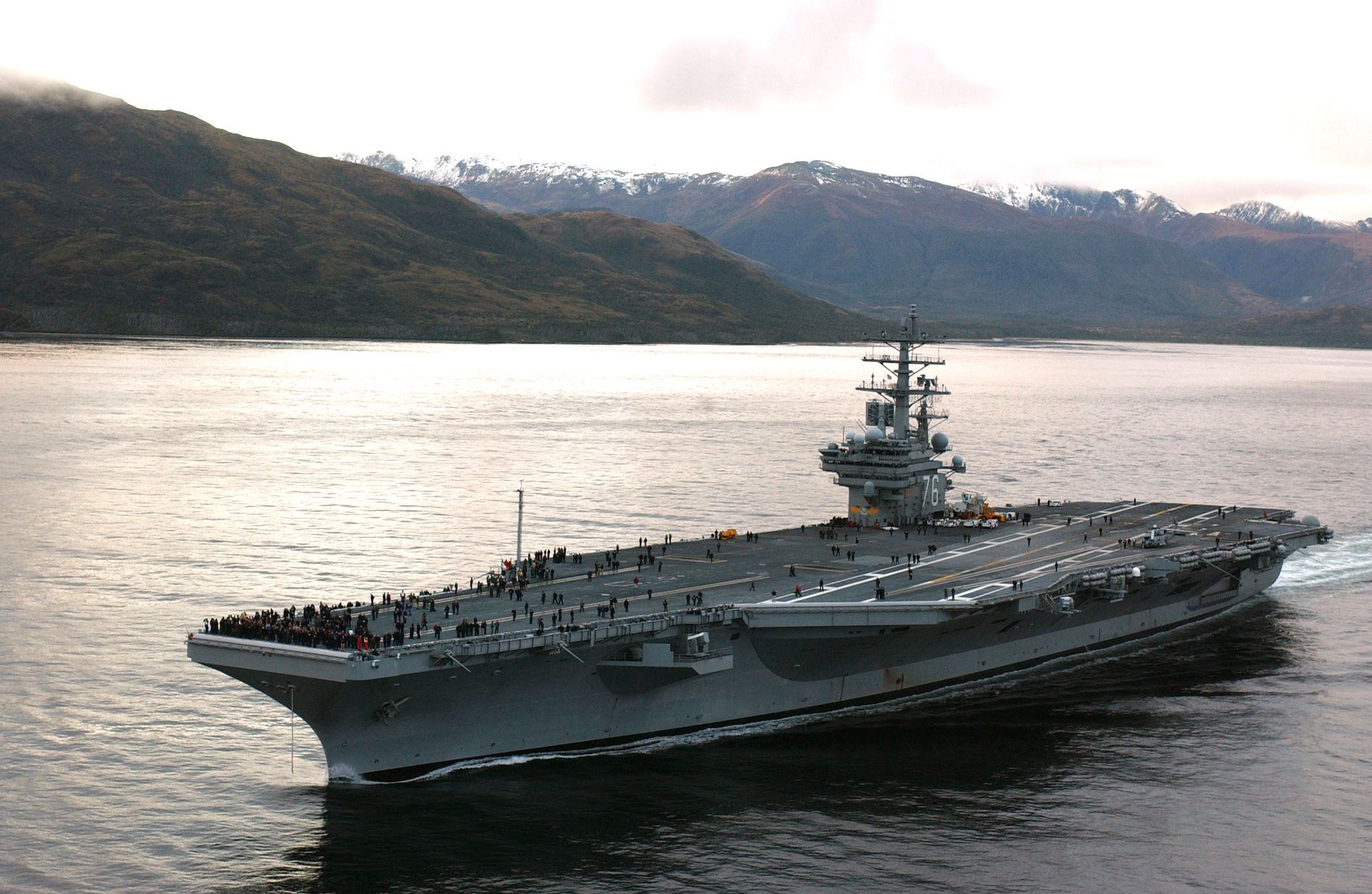
美国海军的罗纳德·里根号航空母舰驶过麦哲伦海峡

## 扩展阅读
- 麦哲伦海峡的第一张地图，1520 年 （页面存档备份，存于）